# Apartaderos (San Rafael)
 (décembre 2024).
Si vous disposez d'ouvrages ou d'articles de référence ou si vous connaissez des sites web de qualité traitant du thème abordé ici, merci de compléter l'article en donnant les références utiles à sa vérifiabilité et en les liant à la section « Notes et références ».
Pour les articles homonymes, voir Apartaderos.
Apartaderos est une localité du Venezuela, située dans la paroisse civile de San Rafael de la municipalité de Rangel dans l'État de Mérida. Située à 3 505 mètres d'altitude, elle est la plus haute localité du pays. Le village dispose d'installations touristiques (restaurants, boutiques de souvenirs, petits hôtels). Au-dessus se trouve l'Observatoire astronomique national de Llano del Hato (Observatorio Astronómico Nacional de Llano del Hato) dirigé par l'Université des Andes basée à Mérida, la capitale de l’État, et par le Centre de recherches astronomiques (Centro de Investigaciones de Astronomía ou CIDA).

## Accès
On peut accéder à la localité à partir de Mérida ou de Valera.

## Mythes
La localité a inspiré des mythes comme celui des Cinco Aguilas Blancas (les Cinq aigles blancs) et le poème de La loca Luz Caraballo (es) (Luz Caraballo, la folle).

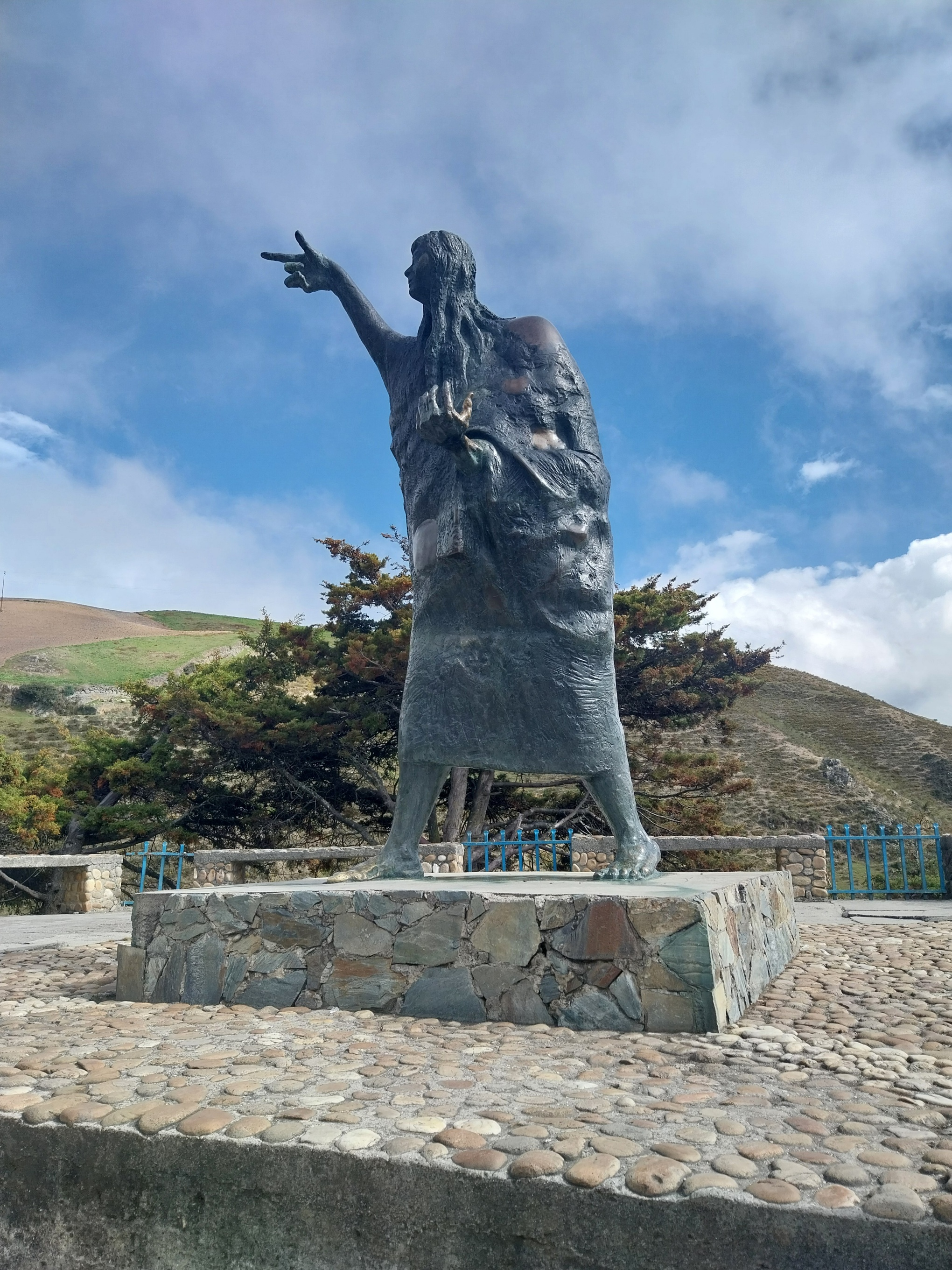
Figure centrale du monument à La loca Luz Caraballo.

## Économie
Outre le tourisme, l'activité économique est tournée principalement vers l'agriculture, notamment la culture des fleurs.